# Rapporto tra religione e scienza

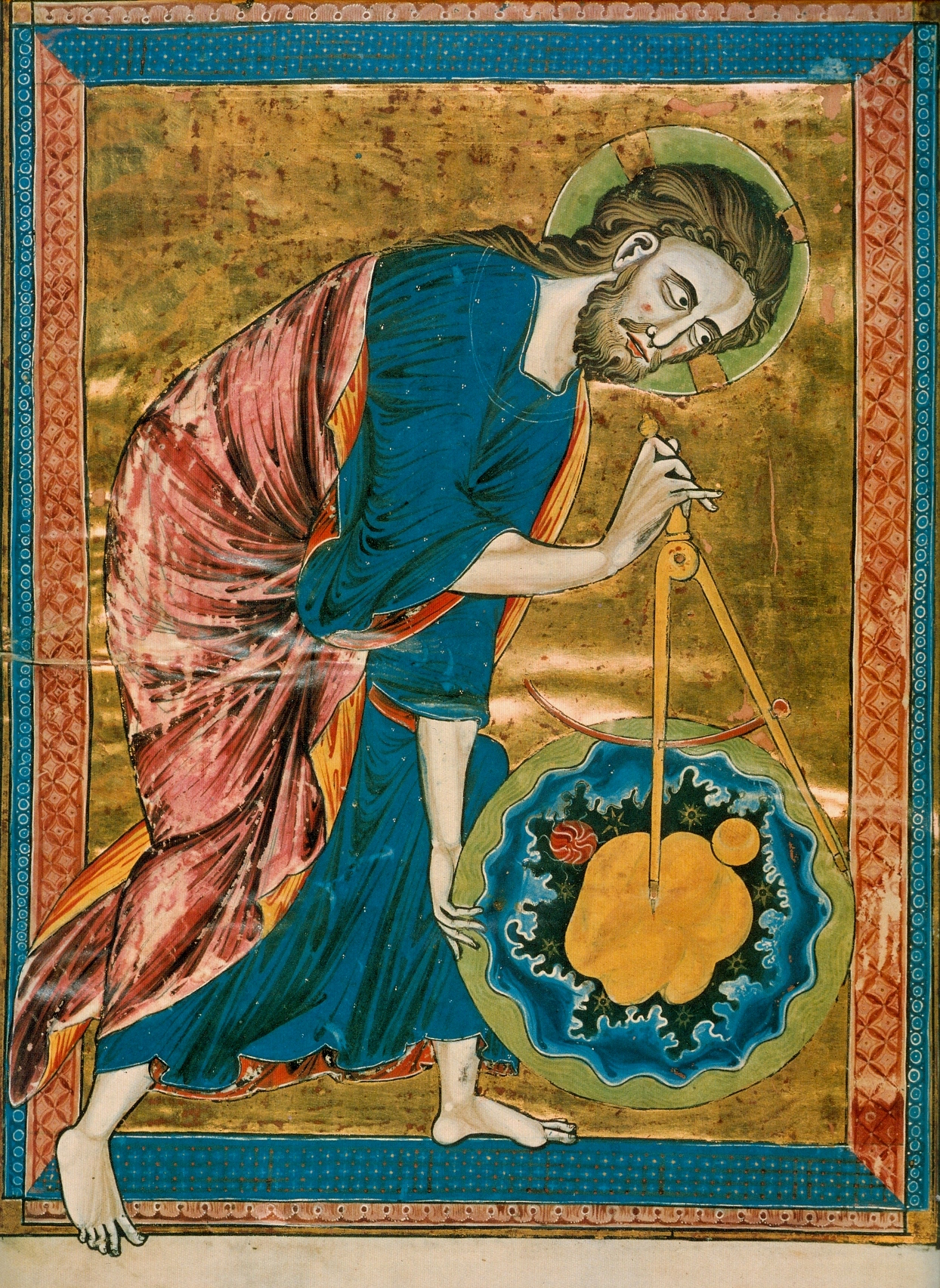
Nel pensiero medievale, la scienza, la geometria e l'astronomia erano direttamente legate al divino. Il compasso, nella miniatura di questo manoscritto, simboleggia lo strumento della creazione.

Il rapporto fra religione e scienza è stato da sempre un oggetto di studio di filosofi, teologi, scienziati e altri, fin dall'antichità classica.
Le prospettive sono diverse in base alle regioni geografiche, le culture e le epoche storiche, alcune delle quali caratterizzano il rapporto come un conflitto, altre lo descrivono come armonioso e pacifico, e altre ancora dicono che vi sia una minore interazione.

## Introduzione
La scienza ammette la ragione, l'empirismo, e l'evidenza, mentre le religioni includono rivelazione, fede e sacralità sebbene ammettano anche spiegazioni filosofiche e metafisiche riguardo allo studio dell'universo. Sia la scienza, sia la religione, sono complessi tentativi sociali e culturali che variano fra le culture e che hanno subito cambiamenti nel tempo. Molte delle innovazioni scientifiche e tecniche antecedenti alla Rivoluzione scientifica furono ottenute da società organizzate sulla base di tradizioni religiose. Alcuni elementi del metodo scientifico furono dovuti a pionieri pagani, islamici e cristiani. Durante l'Età dell'oro islamica, furono gettate le fondamenta del metodo scientifico da Ibn al-Haytham. Ruggero Bacone, che viene spesso accreditato come colui che formalizzò il metodo scientifico, era un frate francescano. L'induismo storicamente ha abbracciato la ragione e l'empirismo, con l'idea che la scienza apportasse una legittima, ma incompleta conoscenza del mondo. Il pensiero confuciano considerò differenti visioni della scienza nel tempo. Molti buddisti oggi vedono la scienza come complementare alle proprie credenze. Mentre la classificazione del mondo materiale degli antichi Indiani e Greci nell'aria, terra, fuoco e acqua era più filosofica, i medio-orientali medievali impiegavano l'osservazione pratica e sperimentale per classificare i materiali.
Tuttavia, eventi storici in Europa come il processo a Galileo Galilei, insieme alla Rivoluzione scientifica e all'Età dei Lumi, portarono gli studiosi come John William Draper a postulare una tesi di conflitto che considera la religione e la scienza due discipline da sempre in conflitto metodologicamente, politicamente e fattualmente, nel corso della storia. Questa tesi è sostenuta da alcuni scienziati contemporanei, come per esempio Richard Dawkins, Steven Weinberg e Carl Sagan, e alcuni creazionisti. Mentre la tesi di conflitto resta popolare al pubblico, essa ha perso l'appoggio di molti storici della scienza contemporanei.
Ma molti scienziati, filosofi, e teologi, nel corso della storia, come Francisco J. Ayala, Kenneth R. Miller e Francis Collins, hanno visto compatibilità o indipendenza fra la religione e la scienza. Il biologo Stephen Jay Gould, altri scienziati, e alcuni teologi contemporanei considerano la religione e la scienza come due magisteri non sovrapponibili, in quanto si rivolgono fondamentalmente a forme separate di conoscenza e aspetti della vita. Alcuni teologi o storici della scienza, fra cui John Lennox, Thomas Berry, Brian Swimme e Ken Wilber, propongono un'interconnessione fra la religione e la scienza, mentre altri come Ian Barbout credono che siano perfino parallele.
L'accettazione pubblica dei fatti scientifici può essere influenzata dalla religione; molti negli Stati Uniti respingono l'evoluzione per selezione naturale specialmente con riguardi verso gli esseri umani. Ciò nonostante, l'Accademia nazionale delle scienze degli Stati Uniti ha scritto che «l'evidenza dell'evoluzione può essere completamente compatibile con la fede religiosa», una visione ufficialmente promossa da molte confessioni religiose nel globo.

## Storia dei concetti di "religione" e "scienza"
I concetti di "scienza" e "religione" sono un'invenzione recente: "religione" risale al XVII secolo, al periodo della colonizzazione, della globalizzazione, e della Riforma protestante, "scienza" risale al XIX secolo, al periodo dei tentativi di definizione stretta degli studiosi della natura, e "religione e scienza" è un'espressione che risale al XIX secolo, a causa della reificazione di entrambi i concetti. I termini "Buddismo", "Induismo", "Taoismo", e "Confucianesimo" risalgono al XIX secolo. Nel mondo antico e medievale, le radici etimologiche latine sia di scienza (scientia), sia di religione (religio), erano intese come qualità interiori dell'individuo o virtù, mai come dottrine, pratiche, o effettive fonti di conoscenza.
Solo nel XVII secolo il concetto di "religione" assunse la sua forma moderna, in quanto gli antichi testi come la Bibbia, il Corano, e altri testi sacri non possedevano alcun concetto di religione nelle lingue originarie, e nemmeno lo avevano le persone o le culture nelle quali questi testi sacri furono scritti. Nel XIX secolo, Max Müller fece notare che ciò che oggi viene chiamato religione antica, sarebbe stato chiamato "legge" nell'Antichità. Per esempio, non esiste un preciso termine equivalente a "religione" in Ebraico, e il Giudaismo non distingue chiaramente tra le identità religiose, nazionali, razziali o etniche. La parola sanscrita "dharma", a volte tradotta come "religione", significa anche legge o dovere. Durante la classicità dell'Asia meridionale, lo studio della legge consisteva in concetti come la penitenza per mezzo della pietà e le cerimonie in aggiunta a tradizioni pratiche. Il Giappone medievale all'inizio ebbe un'unione simile tra il "potere imperiale" e l'universale "legge di Buddha", ma queste in seguito divennero indipendenti fonti di potere. Durante la sua lunga storia, il Giappone non ebbe un concetto di "religione", in quanto non esisteva una parola giapponese corrispondente, nemmeno nient'altro di vicino a questo significato, ma quando le navi da guerra americane apparvero nei pressi delle coste del Giappone nel 1853 e forzarono il governo giapponese a siglare trattati, richiedendo, fra altre cose, la libertà di religione, il paese ebbe a che fare con questa idea occidentale.
Solo nel XIX secolo il concetto di "scienza" assunse la sua forma moderna con nuovi titoli professionali, come per esempio "biologia" e "biologo", "fisica" e "fisico", fra altri campi tecnici e titoli; vennero fondate istituzioni e comunità, e si verificarono applicazioni e interazioni senza precedenti con altri aspetti della società e della cultura. Il termine scienziato fu coniato per la prima volta dal naturalista-teologo William Whewell nel 1834 e fu applicato a coloro che ricercavano la conoscenza e la comprensione della natura. Dal mondo antico, a partire da Aristotele, fino al XIX secolo, il termine "filosofia naturale" era l'espressione comunemente utilizzata per descrivere la pratica dello studio della natura. L'opera di Isaac Newton Philosophiae Naturalis Principia Mathematica (1687), il cui titolo si traduce con "Principi matematici della filosofia naturale", riflette l'allora corrente utilizzo delle parole "filosofia naturale", simile a "studio sistematico della natura". Anche nel XIX secolo, un trattato di Lord Kelvin e Peter Guthrie Tait, che aiutò a definire molta della fisica moderna, era intitolato Treatise on Natural Philosophy (1867).

## Scienza e fede in Occidente fino al XX secolo

### L'incontro tra fede e ragione nel Medioevo

#### Agostino d'Ippona

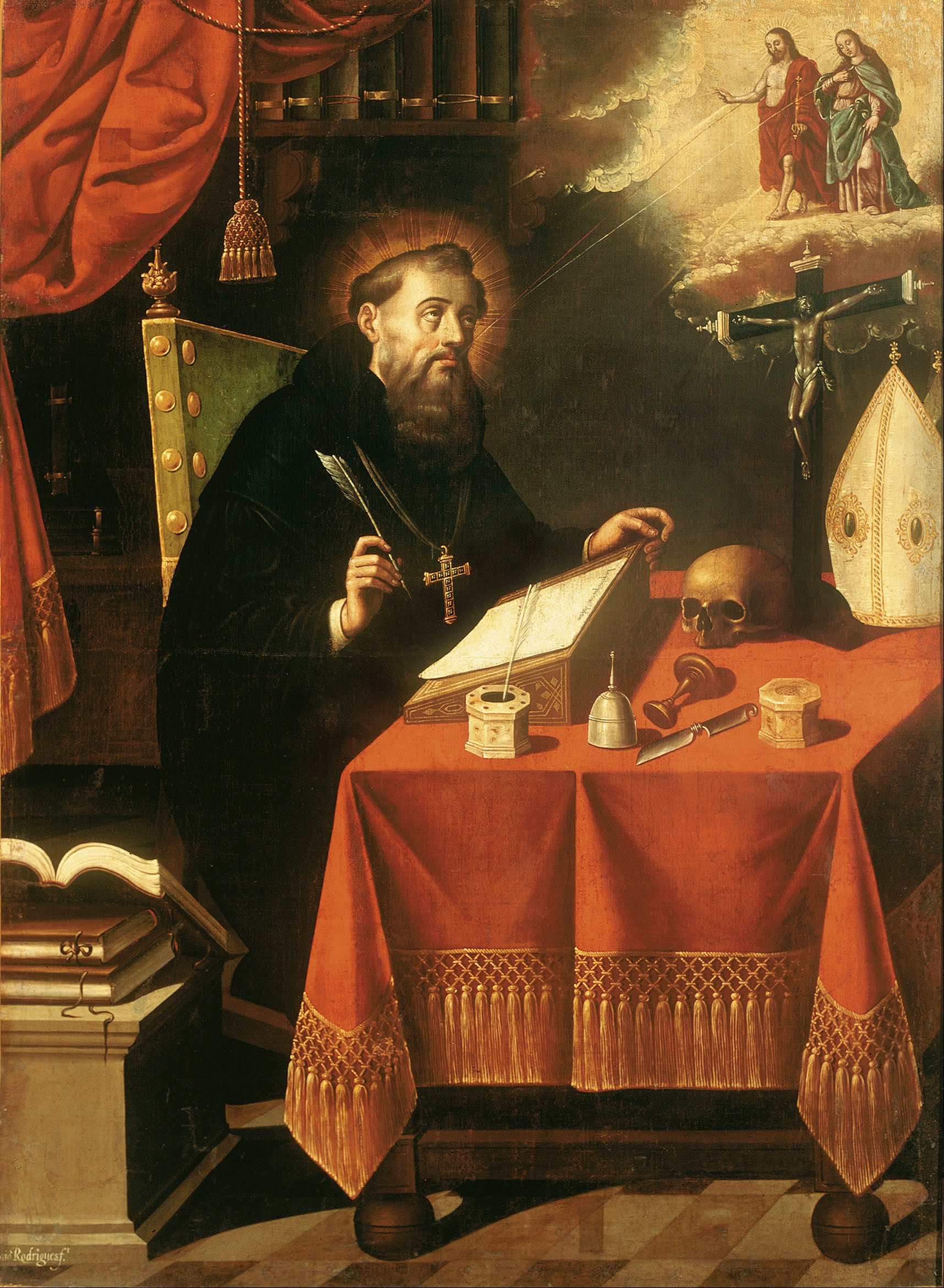
Sant'Agostino

Aurelio Agostino d'Ippona (354-430) fu responsabile dell'incontro tra la fede cristiana e il platonismo. Con Agostino, possiamo quindi parlare di un rapporto fra la fede religiosa e la ragione critica della filosofia, ma non ancora di un rapporto con la scienza moderna che pretende la prova sperimentale.
La "seconda navigazione" di Platone costituisce una delle più grandi conquiste del pensiero occidentale, vale a dire il guadagno della dimensione soprasensibile. Secondo Platone, saremmo più sicuri se avessimo una divina rivelazione, un divino logos (discorso) a cui affidarci; una tale rivelazione sarebbe una nave più solida. La tesi di Agostino è la seguente: alcuni filosofi hanno compreso che c'è l'aldilà, ma la ragione umana da sola non poteva dare agli uomini il mezzo con cui pervenire nell'aldilà. Tale mezzo è la croce di Cristo. Perciò, per Agostino, fede e ragione sono complementari, tesi riassunta nella formula «credo ut intelligam, intelligo ut credam» (credo per capire, capisco per credere); questa è la cosiddetta "terza navigazione".
Si ha invece il più completo silenzio sui problemi delle scienze naturali. Ciò non proviene affatto dal possesso sicuro dei risultati di tali scienze, ma dall'indifferenza di fronte ad essi; indifferenza che porterà a dimenticare via via le stesse conquiste del passato in questo genere di studi. Nelle Confessioni, Agostino afferma di voler conoscere soltanto Dio e l'anima ed assolutamente nulla di più. Queste sue parole esprimono un atteggiamento generale dei Padri della Chiesa, e spiegano la sterilità scientifica di un movimento di pensiero per altri lati vivacissimo e non certo privo di originalità e di gusto per le sottigliezze. Qualche Padre si occupa di filosofia della natura per combattere l'empio atomismo; qualche altro per commentare il racconto biblico della creazione. Ma il processo naturale, in sé, non presenta per loro alcun interesse: cercare le cause fisiche di un fenomeno fisico significa limitarsi alle «cause seconde» di questo fenomeno, fermarsi cioè a mezza strada nella sua spiegazione, e quindi compiere un lavoro inutile, potendosi subito salire alla «causa prima». È stata la completa svalutazione delle «cause seconde» a rendere impossibile, nella patristica, una scienza della natura, a svuotare di interesse ogni discussione che uscisse dall'ambito teologico-filosofico. Il medesimo argomento non può tuttavia venir ripetuto per la matematica; ed in realtà noi vediamo che qualche attenzione è ancora dedicata a questa scienza; non molta, è vero, ma sempre assai di più che a tutte le altre.

#### Sigieri, Alberto Magno, Tommaso d'Aquino

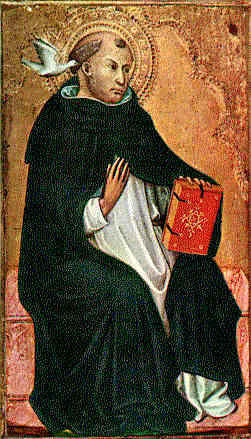
Tommaso d'Aquino

Pur seguendo di massima il pensiero di Averroè, Sigieri (che insegnò a Parigi nella facoltà delle arti dal 1266 circa al 1276) non accetta di considerare – con il filosofo di Cordova – la filosofia quale forma superiore di religione; egli infatti si rende conto molto bene che ridurre il dogma cristiano al rango di teoria filosofica, esposta in veste mitologica per le persone incolte, significa a rigore negarlo. Cerca pertanto di risolvere il problema ammettendo la coesistenza di filosofia e religione su due piani diversi, non subordinati uno all'altro, ma veramente indipendenti.
È opportuno notare che Alberto Magno, pur riconoscendo con maggior vigore di Sigieri la superiorità della verità religiosa, e quindi respingendo (come farà poi Tommaso) tutte le tesi dell'aristotelismo apertamente incompatibili con il dogma, usa tuttavia alcune espressioni abbastanza simili a quelle sigieriane nel sostenere che le questioni naturali vanno studiate con metodi naturali. Si riscontra una particolare originalità nei suoi studi sugli animali e sulle piante, per esempio sullo sviluppo dell'embrione dei pesci e degli uccelli, sulla crescita delle piante, sulla funzionalità degli organi, ecc. Degni di particolare menzione sono i suoi schemi di classificazione degli animali, delle piante e dei minerali.
Per Tommaso d'Aquino la differenza tra la filosofia e la teologia non sta nel fatto che l'una si occupa di certe cose e l'altra di altre cose, perché entrambe parlano di Dio, dell'uomo, del mondo. La differenza sta nel fatto che la prima offre una conoscenza imperfetta delle medesime cose di cui la teologia è in grado di chiarire aspetti e connotati specifici relativi alla salvezza eterna. Malgrado tale superiorità della fede sulla ragione – malgrado cioè che la fede costituisca in ultima istanza il giudice supremo delle verità filosofiche – la filosofia è pur essa in grado di rendere preziosi servigi alla conoscenza delle verità di fede, ossia alla teologia («philosophia ancilla theologiae»). L'uomo infatti può stabilire per via puramente razionale alcune verità generalissime (esistenza di Dio, ecc.) che valgono da premesse anche per la teologia; sono i cosiddetti preambula fidei, che costituiscono la vera e propria zona comune alla ragione e alla fede. Esistono, poi, zone di verità rivelate, inaccessibili alla ragione; i problemi che rientrano in esse non possono venire risolti da pure argomentazioni umane. Di fronte a tali problemi la ragione non ha che un compito: quello di riconoscere la propria incompetenza. Si hanno infine alcune zone che fuoriescono interamente dalla rivelazione: in esse, e soltanto in esse, il filosofo è arbitro delle proprie conclusioni, fino a quando – almeno – risulti ben certo che tali conclusioni non implicano alcunché contro la fede.

### Umanesimo come nuova ideologia
Il borghese rinascimentale, che si è liberato dai pesanti legami della società feudale, non prova più il bisogno di evadere dal mondo terreno. Mira invece a conquistarselo e interpreta la stessa religione in funzione di questa conquista. Scompare quindi, per lui, ogni opposizione tra l'umano e il divino. L'ascesa a Dio assume il carattere di attuazione completa della più profonda umanità. Scrive lo storico Yuval Noah Harari in Sapiens. Da animali a dei: «L'umanesimo è un credo secondo cui l'Homo sapiens possiede una natura unica e sacra, fondamentalmente diversa da quella di tutti gli altri animali e fenomeni. Gli umanisti ritengono che la speciale natura dell'Homo sapiens sia la cosa più importante al mondo, e che sia essa a determinare il significato di tutto ciò che accade nell'universo. Il bene supremo è il bene dell'Homo sapiens. [...] Anche se l'umanesimo liberale santifica gli umani, non nega con ciò l'esistenza di Dio, e infatti esso si fonda su credenze monoteiste. Il credo liberale nella natura libera e sacra di ciascun individuo è una diretta eredità nella fede cristiana tradizionale nell'anima individuale, libera ed eterna». Quanto alla rivelazione, sono chiaramente identificabili nel Rinascimento le due direttrici lungo le quali si verrà svolgendo il pensiero moderno: da una parte la tendenza ad elaborare i concetti scientifici escludendo ogni presupposto teologico; dall'altra l'accettazione delle Scritture e della rivelazione, collegata però col diritto dell'individuo di porsi come unico interprete e delle Scritture e della rivelazione. Col rifugiarsi della fede nell'intimo della coscienza, fuori di qualsiasi valutazione oggettiva e ufficiale, si apre la strada ad una religiosità puramente naturale e razionale.

### La scissione tra scienza e teologia
L'alleanza dei tecnici con gli scienziati diventò una necessità: assunse l'aspetto di un fenomeno sempre più diffuso e imponente. Si sbloccò il tradizionale isolamento dello scienziato, aumentò la sua reputazione sociale, crebbe la fiducia del pubblico nelle sue capacità. Si affacciarono alla cultura due grandi problemi di non facile soluzione: quello di elaborare teorie scientificamente serie (e quindi astratte, generali) che pur tuttavia si rivelino capaci di incidere nel progresso tecnico, e quello di tracciare una linea di netta demarcazione fra l'opera della scienza e l'opera della magia nel vastissimo campo dei problemi pratici.
I maggiori indirizzi filosofici del Rinascimento (neoplatonismo, aristotelismo, filosofia della natura) hanno senza dubbio contribuito in modo notevole a far emergere l'importanza centrale del problema della natura.
In merito alle antinomie fra la Sacra Scrittura e le scoperte della scienza moderna, a partire dall'eliocentrismo, Galilei operò una distinzione fra scienza e fede in base all'ambito di attività e al fine ultimo: nella Lettera a Madama Cristina, affermò che la scienza ci dice come va il cielo, mentre la religione ci dice come si va in cielo. 
Galileo Galilei non nega che l'autorità religiosa sia in possesso di un prezioso patrimonio di verità: quelle rivelatele direttamente da Dio e che esso, dal punto di vista di un credente cristiano, sia necessario e sufficiente al conseguimento della salvezza eterna. Ciò che egli nega, è che questo patrimonio esaurisca tutta la verità, e che pertanto i testi sacri ci offrano l'unica via per giungere al vero durante la vita terrena. Secondo lui oltre a questa via, e ben distinta da essa, vi è anche la via della ricerca scientifica.
Se i teologi si rifiutavano di accoglierla, il loro rifiuto era tutt'altro che immotivato: essi temevano che, una volta resa autonoma, la scienza avrebbe finito per invadere anche il campo della morale e della religione, che Galileo riteneva di poter riservare alle verità rivelate. Egli rivendica alla ricerca scientifica una piena e completa autonomia, non solo rispetto al dogma, ma pure rispetto al patrimonio tradizionale della filosofia e in genere della cultura. Autonomia significa, per lui, «indipendenza», non «opposizione»; egli infatti non prova alcun senso d'insofferenza verso i grandi pensatori dell'Antichità. Li studia, anzi, con il massimo scrupolo, e non solo Euclide ed Archimede, ma anche Platone ed Aristotele; riserva, invece, tutto il suo disprezzo per i seguaci pedissequi di tali pensatori, cioè verso quelli che considerano gli antichi (in particolare Aristotele) come depositari assoluti della verità. In realtà – obietta loro – il vero discepolo di Aristotele è lui (Galileo), non essi (i presunti aristotelici). Se infatti Aristotele tornasse in vita, praticherebbe il suo metodo di indagine, non il loro: e cioè per conoscere la natura, interrogherebbe direttamente i fenomeni naturali, non i testi che parlano di tali fenomeni.
Nel XVII secolo, i fondatori della Royal Society presero posizioni religiose ortodosse e convenzionali, in quanto un certo numero di questi uomini furono prominenti ecclesiastici. Mentre i quesiti teologici che avevano un potenziale di controversia erano tipicamente esclusi dalle discussioni formali della prima Società, molti dei suoi membri tuttavia credevano che le loro attività di ricerca fornissero supporto per credenze religiose tradizionali. Il coinvolgimento clericale nella Royal Society rimase alto fino alla metà del XIX secolo, quando la scienza divenne più professionalizzata.

#### Influenza della visione del mondo biblica sulla prima scienza moderna
Secondo...
- Andrew Dickson White, a partire dal XIX secolo, una visione del mondo biblica influenzò negativamente il progresso della scienza nel corso del tempo (vedi Storia della lotta della scienza con la teologia nella cristianità). Dickinson inoltre sostiene che nei momenti immediatamente successivi alla Riforma protestante le cose andarono ancora peggio. Le interpretazioni delle Scritture di Lutero e Calvino divennero così sacre ai loro seguaci quanto le Scritture stesse. Per esempio, quando Georgius Calixtus si addentrò nell'interpretazione dei Salmi, per contestare la credenza accettata che «le acque sopra i cieli» erano contenute in un vasto recipiente sostenuto da una solida volta, fu denunciato aspramente come eretico.[30]
- David C. Lindberg, oggi, molti degli studi sui quali la tesi di conflitto si basava in origine, sono considerati inaccurati. Per esempio, l'idea secondo cui i primi cristiani avrebbero respinto le scoperte scientifiche greco-romane, è falsa, in quanto secondo la visione "ancella" degli studi secolari, proprio questi avrebbero gettato luce sulla teologia. Questa visione fu ampiamente adattata durante il primo periodo medievale e successivamente da teologi (come Agostino), e infine portò a promuovere l'interesse per la conoscenza della natura nel corso del tempo.[31]
- Jeffrey Russell e Leslie Cormack, l'idea secondo cui le persone del Medioevo credevano che la terra fosse piatta fu inizialmente diffusa nello stesso periodo che originò la tesi di conflitto[32], ed è ancora molto comune nella cultura popolare. Gli studiosi moderni considerano questa idea come un errore, tanto che storici della scienza contemporanei come David C. Lindberg e Ronald L. Numbers scrivono: «non c'era appena uno studioso cristiano del Medioevo che non ammettesse la sfericità [della Terra] e che non conoscesse la sua circonferenza approssimata».[32][33] Dalla caduta dell'Impero romano ai tempi di Colombo, tutto i maggiori studiosi e molti scrittori dialettali interessati alla forma fisica della Terra, considerarono una visione sferica con l'eccezione di Lactantius e Cosmas.[34]
- Hendrik F. Cohen, vi fu un'influenza biblica protestante, ma senza escludere il Cattolicesimo, durante i primi sviluppi della scienza moderna.[35] Egli presentò l'argomento dello storico olandese Reijer Hooykaas, secondo cui una visione del mondo biblica contiene tutti gli antidoti necessari per la hybris del razionalismo greco: rispetto per il lavoro manuale, che porta a una maggiore sperimentazione ed empirismo, e un Dio supremo che concede la natura all'emulazione e manipolazione.[35] Egli sostiene l'idea secondo cui la prima scienza moderna emerse a causa della combinazione del pensiero greco e di quello biblico.[36][37]
- Peter Harrison, storico di Oxford, l'approccio protestante alle Sacre Scritture ebbe significative, anche se non molto intenzionali, conseguenze per l'interpretazione del «libro della natura».[38] Harrison ha anche suggerito che le letture letterali del racconto della Genesi sulla Creazione e Caduta, motivarono e legittimarono l'attività scientifica nell'Inghilterra del XVII secolo. Per molti dei professionisti della scienza di quel secolo, la scienza era vista come un modo per restaurare un dominio umano sulla natura, che si era perso come conseguenza della Caduta.[39]
- Eugene M. Klaaren, storico e docente di religione, «una credenza nella creazione divina» fu centrale per l'emergere della scienza nell'Inghilterra del XVII secolo.
- Michael Foster, vi è una connessione fra le dottrine cristiane e l'empirismo.
- William B. Ashworth, non esiste una nozione di mentalità distintive e di scienze cattoliche e protestanti.[40]
- James R. Jacob e Margaret C. Jacob, vi è un collegamento fra le trasformazioni intellettuali anglicane del XVII secolo e i più influenti scienziati inglesi (per esempio, Robert Boyle e Isaac Newton).[41]
- Richard H. Jones, filosofo della religione, c'è una "tesi di dipendenza" – che egli critica – per la quale la scienza moderna emerse da fonti e dottrine cristiane. Sebbene egli riconosca che la scienza moderna emerse in un quadro religioso, che il Cristianesimo elevò grandemente l'importanza della scienza approvandola e religiosamente legittimandola nel periodo medievale, e che questa religione creò un contesto sociale favorevole perché la scienza potesse crescere, egli discute che le dirette credenze o dottrine cristiane non furono le principali fonti del perseguimento scientifico dei filosofi naturali, né fu il Cristianesimo, di per sé, esclusivamente o direttamente necessario per lo sviluppo o la pratica della scienza moderna.[42]
- John Hedley Brooke, storico e teologo dell'Università di Oxford, quando i filosofi naturali si riferivano alle leggi della natura, non sceglievano quella metafora in modo superficiale. Le leggi erano il risultato di una legislazione da parte di una divinità intelligente. Perciò il filosofo René Descartes (1596-1650) insisteva che egli stava scoprendo le «leggi che Dio aveva impresso nella natura». Più tardi Newton avrebbe dichiarato che le regole del sistema solare presupponessero il «consiglio e il dominio di un Essere intelligente e potente».[43] Lo storico Ronald L. Numbers affermò che questa tesi «ricevette una spinta» dal matematico e filosofo Alfred North Whitehead, stando all'opera Science and the Modern World del 1925. Numbers ha anche discusso, «nonostante le manifeste mancanze della pretesa secondo cui il Cristianesimo avrebbe dato alla luce la scienza – palesemente, essa ignora o minimizza i contributi degli antichi Greci e dei musulmani Arabi – essa inoltre, rifiuta di soccombere alla morte che merita.[44]
- Rodney Stark, al contrario, la «teologia cristiana fu essenziale per il sorgere della scienza».[45]
- Robert K. Merton, vi fu una correlazione positiva tra il sorgere del Puritanesimo e del Pietismo protestante da una parte, e la prima scienza sperimentale dall'altra.[46] La Tesi di Merton è composta da due parti: in primo luogo, essa presenta una teoria per cui la scienza cambia a causa dell'accumulazione delle osservazioni e dei miglioramenti nelle tecniche e metodologie sperimentali; in secondo luogo, essa propone l'argomento per cui la popolarità della scienza nell'Inghilterra del XVII secolo e la demografia religiosa della Royal Society (gli scienziati inglesi di quel tempo erano in predominanza puritani o altri protestanti) possono essere spiegate correlando il Protestantesimo e i valori scientifici.[47] Nella propria teoria, Robert K. Merton prestò attenzione sul Puritanesimo inglese e sul Pietismo tedesco, ritenendoli responsabili dello sviluppo della Rivoluzione scientifica del XVII e XVIII secolo. Merton spiegò che la connessione fra l'affiliazione religiosa e l'interesse nella scienza era il risultato di una significativa sinergia fra i valori ascetici protestanti e quelli della scienza moderna.[48] I valori protestanti incoraggiavano la ricerca scientifica permettendo alla scienza di studiare l'influenza di Dio sul mondo e così fornendo una giustificazione religiosa per la ricerca scientifica.[46]

### La lotta all'oscurantismo nell'Età dei Lumi
(Immanuel Kant da Risposta alla domanda: che cos'è l'Illuminismo?, 1784)
Tale in effetti è lo stato dell'uomo sottomesso al principio dell'autorità, all'ipse dixit che aveva dominato la filosofia medievale e la politica culturale della Chiesa cattolica. Invece di progredire attraverso l'indagine del reale, la filosofia scolastica si esprimeva nella forma dei commentari, cioè del commento puntiglioso dei testi della tradizione. Ma anche al di fuori della scuola, la Chiesa aveva esercitato un controllo autoritario su ogni campo del pensiero e della ricerca, usando il braccio secolare dello Stato per impedire indagini considerate empie e blasfeme, soprattutto quando, proponendosi di studiare l'origine dell'uomo, la nascita dell'universo, gli albori della storia, si trovassero in evidente contrasto con la narrazione biblica. Contro questo atteggiamento "oscurantista" gli illuministi condussero una lotta ideologica e pedagogica capillare in favore della libertà di pensiero e del diritto-dovere proprio di ogni uomo di usare la propria intelligenza indipendentemente da qualsivoglia autorità.

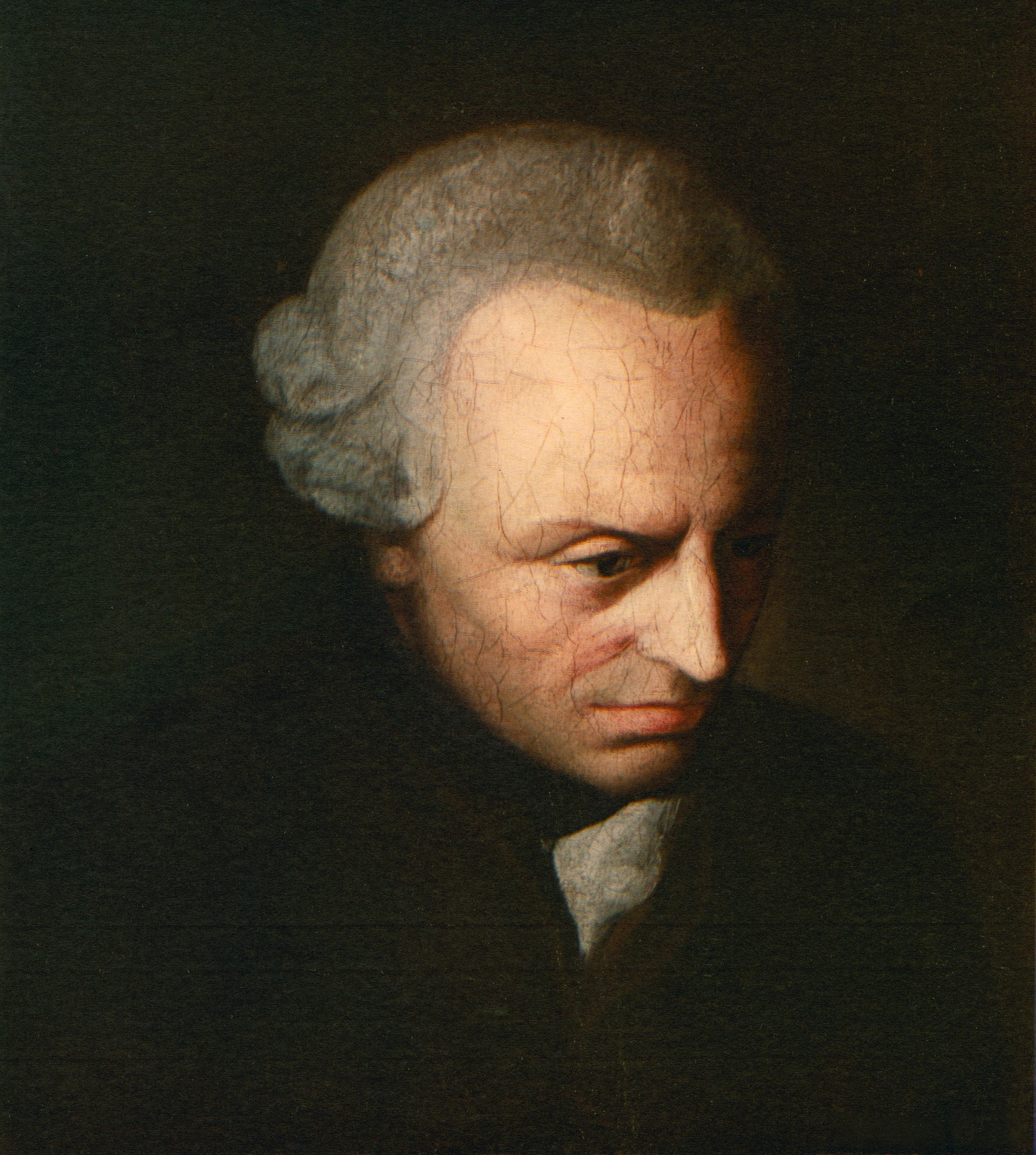
Immanuel Kant

Durante l'Illuminismo, periodo caratterizzato da drammatiche rivoluzioni nella scienza e dall'aumento delle sfide rivolte dai Protestanti all'autorità della Chiesa cattolica per la libertà individuale, l'autorità delle scritture cristiane venne fortemente contestata. Mentre la scienza avanzava, l'accettazione di una versione letterale della Bibbia divenne «sempre più insostenibile». Delle religioni gli illuministi criticarono i caratteri antropomorfici attribuiti alla divinità (in particolare quelli negativi, come la collera, l'invidia, la vendicatività, ecc.) e la credenza in fenomeni contro natura come i miracoli, le divinazioni, le profezie, le apparizioni, i misteri. Addirittura Kant spiega che la metafisica tradizionale è caduta nell'errore di scambiare dei concetti trascendentali per principi costitutivi di conoscenze trascendenti. Le tre Idee della ragione, ovvero anima, mondo e Dio, sono state utilizzate in senso costitutivo, cioè sono state malintese come strumenti atti alla conoscenza dei fenomeni (cosa impossibile, sarebbe come se determinassero oggetti reali di conoscenza), quando in realtà sono dei "regolatori", la cui funzione è quella di garantire una rappresentazione organica e unificare la conoscenza. Pur non potendo essere usate per conoscere gli oggetti cui si riferiscono, servono a indirizzare la ricerca umana verso quella completezza ideale che esse incarnano. Il discorso su Dio sarà ripreso successivamente nella Critica della ragion pratica, dove Kant postula l'esistenza di un Dio, che faccia corrispondere, in un altro mondo, quella felicità – che si prova con l'esercizio della virtù – che compete al merito e che non si realizza in questo mondo.
Generalmente accettata invece (salvo poche eccezioni: d'Holbach, Lamettrie) fu la credenza in un ente superiore che ha dato origine all'universo. Lo stesso Voltaire, che tanto si applicò a mostrare gli aspetti assurdi e perfino ridicoli dei dogmi religiosi di tutte le confessioni, principalmente di quella ebraica e cristiana, non fu ateo, ma deista. Gli illuministi si impegnarono a mettere in luce le manipolazione operate dalla Chiesa sui testi sacri, l'inattendibilità filologica e storica di gran parte di essi, l'incongruenza delle situazioni che vi vengono descritte, la miseria dell'immagine divina che ne risulta, l'immoralità del ricatto dell'inferno per costringere gli uomini a un'obbedienza avvilente.

### Il primato della scienza nel secondo Ottocento
Lo spirito prometeico si radicò nella società non meno che nella cultura del secondo Ottocento sotto l'influsso prepotente della scienza, che proprio in questo periodo lanciò la sua sfida più temeraria, promettendo di affrancare per sempre l'umanità dalla miseria e dalle sofferenze. Si trattò di una vera e propria rivoluzione culturale, in cui la scienza strappò lo scettro della sapienza alla religione e alla filosofia e si insediò regina incontrastata della civiltà occidentale. Si diffuse la convinzione ottimistica che essa, formidabile motore del progresso, potesse realizzare sulla terra il migliore dei mondi possibili, debellando, grazie ai propri infallibili rimedi, tutte le ingiustizie sociali e ogni genere di sofferenza. La scienza diventò dunque il faro di un mondo totalmente secolarizzato, dove a fondamento dell'essere e dell'agire non veniva più posta alcuna legge divina e dove esisteva solo la materia (vedi materialismo). Verso la fine del secolo, tuttavia l'illusione superomistica e prometeica del Positivismo cominciò progressivamente a vacillare, messa alle corde da una prepotente reazione individualista e rinnovate inquietudini metafisiche. Tranne qualche tentativo di conciliazione, effettuato da cristiani aperti alla cultura moderna, la scienza del tempo era accanitamente atea, impegnata a smantellare tutti i capisaldi della fede.

#### Charles Darwin eL'origine delle specie
La teoria dell'evoluzione ha rappresentato nell'Ottocento un fenomeno analogo a quanto già qualche secolo fa era accaduto in astronomia con Copernico: una vera e propria rivoluzione scientifica, feconda di grandi sviluppi e non solo nel campo della biologia. Con l'evoluzionismo scompare l'immagine millenaria dell'uomo; immagine incarnata nella teoria fissista che parlava di specie fisse e immutabili esistenti sin dalla loro creazione. Concomitante a questa rivoluzione, si verificò la nascita della genetica, ad opera di un oscuro frate agostiniano moravo di nome Gregor Johann Mendel, che scoprì quelle leggi dell'ereditarietà che portano il suo nome.
Nella storia recente, la teoria dell'evoluzione si è trovata al centro di alcune controversie fra il Cristianesimo e la scienza. I cristiani che accettano un'interpretazione letterale del racconto biblico della creazione trovano un'incompatibilità fra la teoria darwiniana e la loro fede religiosa. L'antievoluzionismo è un ramo del creazionismo che cerca di fornire un supporto scientifico alla narrazione che troviamo nel libro della Genesi e che tenta di confutare fatti, teorie e paradigmi scientifici generalmente accettati, sulla storia della Terra, sulla cosmologia e sull'evoluzione biologica. Ebbe inizio negli anni Sessanta come un impegno cristiano fondamentalista negli Stati Uniti per dimostrare l'inerranza biblica e falsificare le prove scientifiche dell'evoluzione. Da allora ha sviluppato un'importante esperienza religiosa negli Stati Uniti, con ministeri antievoluzionistici sparsi per il mondo. Nel 1925, lo Stato del Tennessee passò il Butler Act, che proibiva l'insegnamento della teoria dell'evoluzione in tutte le scuole dello stato. Dopo quell'anno, una legge simile passò nel Mississippi, e allo stesso modo, nell'Arkansas nel 1927. Nel 1968, queste leggi "anti-scimmia" furono considerate dalla Corte Suprema degli Stati Uniti come anticostituzionali, «perché esse stabilivano una dottrina religiosa che violava sia il primo sia il quarto emendamento della Costituzione».
La maggior parte degli scienziati ha respinto l'antievoluzionismo per diverse ragioni, tra cui il fatto che le sue affermazioni non si riferiscono a cause naturali e non possono essere provate. Nel 1987, la Corte Suprema degli Stati Uniti ha stabilito che il creazionismo appartiene alla religione, e non alla scienza, e pertanto non può essere sostenuto nelle aule scolastiche pubbliche.
L'evoluzionismo teista tenta di conciliare le credenze cristiane e la scienza accettando la visione scientifica delle età della Terra e del processo dell'evoluzione. Esso comprende una serie di credenze, fra cui le prospettive descritte come creazionismo evolutivo, che accetta alcuni risultati della scienza moderna, ma tutela anche gli insegnamenti religiosi classici su Dio e la creazione in un contesto cristiano.
Sin dalla pubblicazione de L'origine delle specie di Charles Darwin nel 1859, le gerarchie della Chiesa cattolica hanno lentamente definito e rifinito la loro posizione sull'evoluzione, evitando inizialmente di prendere una posizione ufficiale, contrariamente a quanto fecero le Chiese protestanti, che, maggiormente legate ad un'interpretazione letterale della Bibbia, immediatamente avversarono il pensiero darwiniano.
In Italia, Galileo a suo tempo affermò: «L'intenzione dello Spirito Santo essere d'insegnarci come si vadia al cielo, e non come vadia il cielo». Nel 1981, Giovanni Paolo II, l'allora papa della Chiesa cattolica romana, parlò del rapporto tra scienza e fede, dichiarando che la Bibbia parla dell'origine dell'universo non nella forma di un trattato scientifico ma per far emergere la relazione tra l'uomo e Dio. La Scrittura «non intende insegnare come sono stati fatti i cieli ma che va guardato il cielo».

## Prospettive di pensiero contemporanee
I tipi di interazione che possono esserci tra la scienza e la religione sono state categorizzate, secondo il teologo, prete anglicano e fisico John Polkinghorne in: conflitto, indipendenza, dialogo e integrazione.
Questa tipologia è simile a quella usata dai teologi Ian Barbour e John Haught. Un maggior numero di tipologie che categorizzano questo rapporto può essere trovato nei lavori di altri studiosi di scienza e fede come il teologo e biochimico Arthur Peacocke.

### Incompatibilità
Secondo...

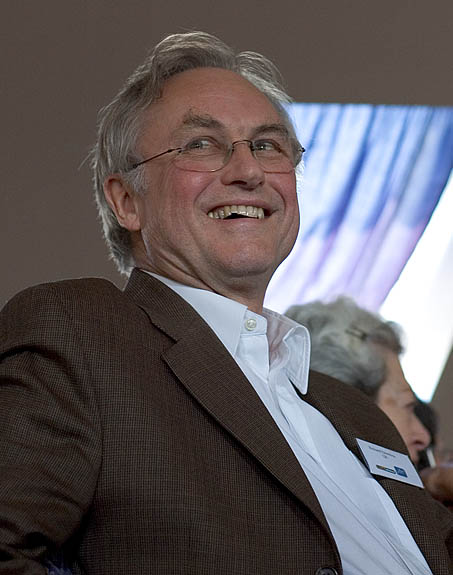
Secondo Richard Dawkins, «non solo la scienza corrode la religione; la religione corrode la scienza. Essa insegna alle persone a venire soddisfatte con spiegazioni mancate, triviali e sovrannaturali e le acceca nei confronti delle spiegazioni reali e meravigliose che abbiamo entro la nostra comprensione. Essa insegna loro ad accettare autorità, rivelazione e fede invece che insistere sempre sull'evidenza».

- Guillermo Paz-y-Miño-C e Avelina Espinosa, lo storico conflitto tra l'evoluzione e la religione è intrinseco all'incompatibilità tra il razionalismo/empirismo scientifico e la credenza in una causazione soprannaturale[71]; questi autori hanno formalmente proposto l'ipotesi dell'incompatibilità (IH) per spiegare l'«everlasting-conflict-science-and-faith».[72]
- Jerry Coyne, i punti di vista sull'evoluzione e il livello di religiosità in alcuni paesi, insieme all'esistenza di libri che cercano di spiegare una riconciliazione fra l'evoluzione e la religione, indicano che le persone hanno problemi a credere a entrambe allo stesso tempo, perciò questo implica l'incompatibilità.[73]
- Lawrence Krauss, la compatibilità o incompatibilità è un interesse teologico, e non scientifico.[73]
- Lisa Randall, le questioni sull'incompatibilità non trovano risposte in quanto accettando le rivelazioni un soggetto abbandona le regole della logica che sono necessarie per determinare se sono presenti contraddizioni nell'accettare certe credenze.[73]
- Daniel Dennett, l'incompatibilità esiste perché la religione non è problematica fino a un certo punto, prima che collassi in un certo numero di scuse per mantenere certe credenze, alla luce di implicazioni evoluzionistiche.[73]
- Neil deGrasse Tyson, la differenza centrale fra la natura della scienza e quella della religione è che le affermazioni della scienza si basano sulla verificazione sperimentale, mentre le affermazioni della religione si basano sulla fede, e questi sono approcci per la conoscenza inconciliabili. A causa di questo, entrambe saranno oggetto di dibattiti che dureranno in eterno.[74][75]
- Victor J. Stenger, la scienza e la religione sono incompatibili a causa di conflitti fra gli approcci alla conoscenza e la disponibilità di spiegazioni naturali alternative e plausibili per i fenomeni, che sono di solito sostenute in contesti religiosi.[76]
- Sam Harris, in contrasto con Jerry Coyne e Daniel Dennett, riconciliare scienza e religione è molto semplice per le persone a causa dell'esistenza di alcune cose che si trovano al di là della ragione rigorosa, e per il fatto che le competenze e i domini della scienza non traboccano necessariamente sulle competenze e i domini della religione, ed a questo proposito si può menzionare che «semplicemente non c'è alcun conflitto fra religione e scienza».[73]
- Richard Dawkins, ostile al fondamentalismo religioso, la religione «sovverte la scienza e fiacca l'intelletto».[77] Egli crede che quando gli insegnanti di scienze tentano di esporre l'evoluzionismo, vi sia un'ostilità nei loro confronti da parte dei genitori, che sono scettici in quanto trovano conflittualità con le proprie credenze religiose, tanto che alcuni libri di testo si può trovare sistematicamente rimossa la parola "evoluzione".[78]
- Sean M. Carroll, poiché la religione fa affermazioni che non sono compatibili con la scienza, come riguardanti eventi soprannaturali, allora entrambe sono incompatibili.[79]
- Francis Collins, Kenneth R. Miller, George Coyne e Francisco J. Ayala, non vi è incompatibilità fra la scienza e la religione e viceversa. Loro affermano che la scienza fornisce molte opportunità per osservare e trovare Dio nella natura e per riflettere sulle proprie credenze.[80] Secondo Kenneth Miller, poiché una porzione significativa di scienziati è religiosa e il numero di americani che credono nell'evoluzione è di molto superiore, ciò implica che entrambe sono sicuramente compatibili.[73] D'altra parte, Miller ha affermato che quando gli scienziati fanno dichiarazioni sul rapporto tra scienza e teismo o ateismo, non parlano in modo completamente scientifico, e si muovono oltre lo scopo della scienza in discorsi sul significato e fine. Ciò che trova particolarmente bizzarro e ingiustificato è come gli atei spesso arrivano a invocare l'autorità scientifica sulle loro conclusioni filosofiche non-scientifiche, come se non ci fosse alcun senso o significato nell'universo in quanto unica opzione percorribile, quando il metodo scientifico e la scienza non hanno mai avuto modo di affrontare in primo luogo i quesiti o il significato di Dio. Inoltre, egli nota che poiché l'evoluzione ha costruito il cervello e siccome il cervello può maneggiare sia la religione, sia la scienza, allora non c'è alcuna naturale incompatibilità fra i concetti, a livello biologico.[81]
- Karl Giberson, quando gli intellettuali scienziati discutono sulla compatibilità, spesso ignorano il punto di vista degli intellettuali leader della teologia, e piuttosto fanno affermazioni contro le masse meno informate, in tal modo definendo la religione da non intellettuali e facendo declinare il dibattito ingiustamente. Egli sostiene che i leader della scienza, alcune volte surclassano precedenti bagagli scientifici e che i leader della teologia fanno lo stesso, così che quando gli intellettuali teologi sono presi in considerazione, persone che rappresentano posizioni estreme come Ken Ham e Eugenie Scott divengono irrilevanti.[73]
- Cynthia Tolman, la religione non possiede un metodo di per sé, in parte perché le religioni sono emerse nel tempo da diverse culture, ma quando arrivarono la teologia cristiana e le verità ultime, fu allora che le persone spesso fecero affidamento sulla scrittura, tradizione, ragione, ed esperienza per provare e stimare cosa loro avevano sperimentato e in cosa avrebbero dovuto credere.[82]

#### Tesi di conflitto
La tesi di conflitto, che sostiene che la religione e la scienza siano state continuativamente in conflitto nel corso della storia, fu resa popolare nel XIX secolo da John William Draper e Andrew Dickson White. Fu nel XIX secolo che la relazione fra scienza e religione divenne un argomento attuale e formale di discorso, quando in precedenza nessuno avrebbe opposto la scienza alla religione o vice versa, sebbene occasionali e complesse interazioni fossero state espresse prima di questo secolo. Molti storici della scienza contemporanei oggi respingono la tesi di conflitto nella sua forma originale e non la supportano più. Invece, è stata sostituita da successive ricerche di natura storica, dalle quali essa è risultata in una più sfumata comprensione: lo storico della scienza Gary Ferngren, ha affermato che «sebbene immagini popolari di controversi continuano a esemplificare la supposta ostilità del Cristianesimo alle nuove teorie scientifiche, gli studi hanno mostrato che il Cristianesimo ha spesso coltivato e incoraggiato sforzi scientifici, mentre in altri tempi i due sono coesistiti senza tensioni o tentativi di armonizzazione. Se Galileo e Scopes vengono in mente come esempi di conflitto, essi erano l'eccezione piuttosto che la regola». Molti storici oggi si sono allontanati da un modello di conflitto, che si basa principalmente su due episodi storici (Galileo e Darwin) per un modello di "complessità", perché le figure religiose erano su entrambi i lati ogni disputa e non c'era alcun obiettivo generale da parte di nessun partito coinvolto, per screditare la religione.

### Indipendenza
Una visione moderna, descritta da Stephen Jay Gould con la formula «magisteri non sovrapposti» (NOMA; non-overlapping magisteria), dice che scienza e religione hanno a che fare con aspetti fondamentalmente separati dell'esperienza umana e così, quando ognuna rimane entro il proprio dominio, entrambe coesistono pacificamente. Mentre Gould parlava di indipendenza dalla prospettiva della scienza, W. T. Stace vedeva l'indipendenza dalla prospettiva della filosofia della religione. Stace sentiva che quando la scienza e la religione, vengono considerate ognuna nel proprio dominio, entrambe sono consistenti e complete.

L'Accademia nazionale delle scienze degli Stati Uniti supporta la visione secondo cui scienza e religione sono indipendenti.
Scienza e religione sono basate su aspetti differenti dell'esperienza umana. Nella scienza, le spiegazioni devono essere basate sull'evidenza tratta dall'esame del mondo naturale. Le osservazioni o gli esperimenti basati scientificamente che entrano in conflitto con una spiegazione eventualmente devono portare a una modificazione o anche a un abbandono di quella spiegazione. La fede religiosa, al contrario, non dipende dall'evidenza empirica, non è necessariamente modificata davanti a un'evidenza conflittuale, e tipicamente coinvolge forze o entità soprannaturali. Poiché esse non sono parte della natura, le entità soprannaturali non possono essere investigate dalla scienza. In questo senso, scienza e religione sono separate e indirizzano gli aspetti della comprensione umana in modo diversi. I tentativi di mettere scienza e religione l'una contro l'altra crea una controversia che non ha motivo di esistere.
Secondo l'arcivescovo John Habgood, sia la scienza sia la religione rappresentano modi distinti di approcciare l'esperienza e queste differenze sono fonti di dibattito. Egli vede la scienza come descrittiva e la religione come prescrittiva. Egli affermava che se la scienza e la matematica si concentrano su che cosa il mondo dovrebbe essere, nel modo in cui lo fa la religione, ciò potrebbe portare ad ascrivere impropriamente proprietà al mondo naturale, come accadde fra i seguaci di Pitagora nel VI secolo a.C. Al contrario, i sostenitori di una scienza morale normativa hanno problemi con l'idea che la scienza non abbia alcun modo di guidare i "doveri condizionali". Habgood inoltre affermava di credere che la situazione inversa, in cui la religione tenta di essere descrittiva, può anche portare ad assegnare in modo inappropriato proprietà al mondo naturale. Un esempio degno di nota è l'odierna credenza defunta nel modello planetario geocentrico di Tolomeo, che mantenne la propria influenza fino ai cambiamenti nel pensiero scientifico e religioso, da parte di Galileo e dei suoi sostenitori.

#### Parallele nel metodo
Secondo Ian Barbour, Thomas S. Kuhn asserì che la scienza è formata da paradigmi che emergono dalle tradizioni culturali; fenomeno simile alla prospettiva secolare sulla religione.
Michael Polanyi asserì che semplicemente è un impegno nei confronti dell'universalità che protegge dalla soggettività, e che non ha niente a che fare con il distacco personale, come riscontrabile in molte concezioni del metodo scientifico. Polanyi asserì inoltre che tutta la conoscenza è personale e di conseguenza lo scienziato deve eseguire un ruolo davvero personale e non necessariamente soggettivo, nella ricerca. Polanyi aggiunse che lo scienziato spesso segue meramente intuizioni di «bellezza intellettuale, simmetria, e "concordanza empirica"». Polanyi sostenne che la scienza richiede dedizione morale, in modo simile a quella trovabile nella religione.
Due fisici, Charles A. Coulson e Harold K. Schilling, entrambi affermarono che «i metodi della scienza e della religione hanno molto in comune». Schilling asserì che entrambi i campi – scienza e religione – possiedono «una triplice struttura – di esperienza, interpretazione teoretica, e applicazione pratica». Coulson asserì che la scienza, come la religione, «avanza per l'immaginazione creativa» e non per un «mero collezionismo di fatti», mentre dichiarava che la religione dovrebbe e di fatto «coinvolge la riflessione critica sull'esperienza in modo non diverso dalla scienza». Il linguaggio religioso e quello scientifico mostrano inoltre dei paralleli (vedi retorica della scienza).

### Dialogo

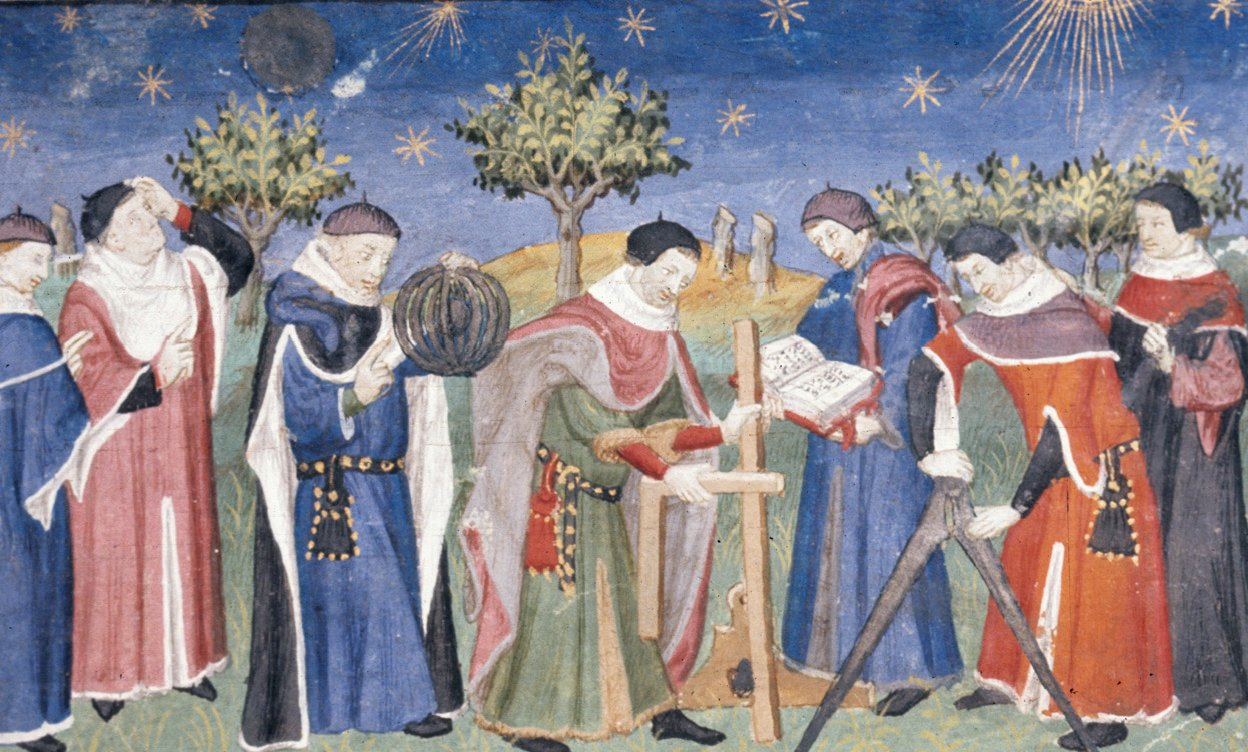
Ecclesiastici studiano l'astronomia e la geometria (Francia, inizio XV secolo)

Nella comunità della religione e della scienza fanno parte quegli studiosi che hanno a che fare con ciò che è stato chiamato "religion-and-science-dialogue" o "religion-and-science-field". La comunità non appartiene né a una comunità religiosa, né a una scientifica, ma si dice che sia una terza comunità in cui si sovrappongono scienziati, preti, ecclesiastici, teologi, e non-professionisti. Le istituzioni interessate nell'intersezione fra la scienza e la religione includono la Graduate Theological Union, l'Institute on Religion in an Age of Science, lo Ian Ramsey Centre, e il Faraday Institute. Fra i giornali che parlano della relazione fra scienza e religione, ci sono il Theology and Science e lo Zygon: Journal of Religion & Science. Eugenie Scott ha scritto che il movimento "scienza e religione" è, complessivamente, composto principalmente da teisti che hanno un salutare rispetto per la scienza e che potrebbe essere beneficiari alla pubblica comprensione di essa. Lei sostiene che il momento della "sapienza cristiana" ("Christian scholarship") non è un problema per la scienza, ma il movimento della "scienza teista", che propone di abbandonare il materialismo metodologico, causa problemi nel comprendere la natura della scienza.
Il dialogo moderno tra scienza e fede trova le proprie radici nel libro di Ian Barbour del 1966, intitolato Issues in Science and Religion. Da quel momento, esso è cresciuto lungo seri campi accademici, con presidenze nell'ambito, e due giornali accademici dedicati, già citati. Alcuni articoli si possono a volte trovare in giornali scientifici mainstream come l'American Journal of Physics e Science.
Il filosofo Alvin Plantinga ha discusso che c'è un superficiale conflitto, ma una profonda concordia fra scienza e fede, e un profondo conflitto fra scienza e naturalismo. Plantinga, nel suo libro Where the Conflict Really Lies: Science, Religion, and Naturalism, contesta pesantemente il collegamento fra il naturalismo con la scienza, come concepito da Richard Dawkins, Daniel Dennett e altri pensatori dalla mente simile; tuttavia Dennett pensa che Plantinga distorce la scienza in un'entità inaccettabile. Il filosofo Maarten Boudry, nel recensire il libro, ha commentato che egli ricorre al creazionismo e non riesce a «prevenire il conflitto fra teismo ed evoluzione». Lo scienziato cognitivo Justin L. Barrett, al contrario, nel recensire lo stesso libro scrive che «coloro che hanno più bisogno di ascoltare il messaggio di Plantinga potrebbero non riuscire a conferirgli una giusta udienza per motivi retorici piuttosto che analitici».

### Integrazione
Le prospettive scientifiche e quelle teologiche spesso coesistono pacificamente. La religione cristiana e alcune non-cristiane storicamente si sono integrate con le idee scientifiche, come nell'antico Egitto, dove la competenza tecnologica veniva applicata a fini monoteistici, oppure se consideriamo il fiorire della logica e della matematica sotto l'Induismo e il Buddismo, e i progressi fatti dai musulmani durante l'Impero ottomano. Anche molte delle comunità cristiane del XIX secolo ben accettavano gli scienziati che sostenevano che la scienza non fosse completamente concentrata sulla scoperta della natura ultima della realtà. Secondo Lawrence M. Principe, da una prospettiva storica ciò evidenzia che gran parte degli scontri attuali si verificano tra estremisti limitati – che siano fondamentalisti religiosi o scienziati – riguardo pochi argomenti, e che il movimento di idee vacilla fra il pensiero teologico e quello scientifico, è molto più usuale. Per Principe, questa prospettiva punterebbe fondamentalmente al comune rispetto per le Scritture delle tradizioni religiose della letteratura rabbinica, della teologia cristiana, e dell'età dell'oro islamica, includendo la trasmissione dei classici dalla tradizione greca a quella islamica fino a quella cristiana, che aiutò a far brillare il Rinascimento. Le religioni hanno inoltre fornito una partecipazione chiave nello sviluppo delle moderne università e biblioteche, dato che i centri di apprendimento ed erudizione coincidevano con le istituzioni religiose – che fossero pagane, islamiche o cristiane.